# American Ace (Timely Comics)
American Ace (Perry Webb) es un personaje de ficción del Universo Marvel.  Apareció por vez primera en el no publicado Motion Picture Funnies Weekly #1 en 1939. El personaje haría su aparición pública cuando su tira fuera publicada en Marvel Mystery Comics #2 and #3.

## Historia de su Publicación

### Timely Comics
A pesar de ser una historia inteligente y adulta, American Ace fue cancelado abruptamente cuando el segundo número salió editado, solo para definir el propósito del héroe. La razón fue probablemente debido a que la tira introducía ideas políticas para una audiencia mayoritariamente adolescente, o porque el artista Paul Lauretta, un entintador de fondos y creador de matones vistos en las historias de Superman de aquella época, tenía un estilo, que al mismo tiempo, era demasiado real para los estándares de la Golden Age.  Sin embargo, esto último fue desacreditado como si fuera un trabajo dibujado con estilo humorístico recordando a E.C. Segar, autor de Popeye. Su trabajo contrastaba altamente con la incorrección política y las historias de romance.

### Lieutenant Lank
A pesar de esto, meses después la tira volvió a las páginas de The Arrow #2 de Centaur Publications, bajo el nombre de "Lieutenant Lank." El apellido de Perry fue cambiado a "Wade" y la historia lo lanzó hacia el éxito con el anuncio de que se enfrentaría contra los hombres de Ursula y que podría unirse en el próximo número a los pilotos de las naciones derrotadas.
Centaur Publications  publicó una historia de seis páginas de Lieutenant Lank en Amazing Mystery Funnies 24. Cuando su avión fue derribado y capturado por Queen Ursula, Lank en uno de los tanques de Queen y volvió con los suyos, pero no antes de darle un azote a Queen Ursula tras robarle un beso. En este número también participó la patrulla espacial de Basil Wolverton.
Con el cierre de Centaur Publications, la tira fue cancelada de nuevo.

### Marvel Comics
American Ace no ha sido visto en la moderna continuidad de Marvel, sin embargo fue mencionado brevemente en el Official Handbook of the Marvel Universe: Golden Age, mostrando que Marvel aun ostentaba los derechos sobre American Ace.

## Fictional character biography
Perry Webb fue un minero americano que viajó en su avión privado hacia países lejanos en busca de minerales raros tal como el radium. En una de sus búsquedas, viajó a Balkan nación de Attainia.  Sin embargo su llegada fue desafortunada ya el país vecino Castile d'Or le declaró la guerra a Attainia tras el asesinato de su archiduque por un extremista Atanio. Prometiendo a los ciudadanos de Castile D'Or "justicia", la antigua exiliada Queen Ursula tomó el poder convirtiéndose en Canciller e invadiendo Attainia, cuando de hecho ella estaba detrás del magnicidio.  Mientras tanto, Webb aterrizó y se horrorizó ante los bombardeos.  Habiendo salvado a una chica llamada Jeanie de la destrucción de una torre, fue recompensado llevándole a la casa de la familia de la chica. Aun enamorado Webb, tuvo que dejar Attainia.  Su avión fue derribado y Webb fue herido gravemente.  Tras su recuperación, el prometió que se vengaría de Castile'D'Or.

## Ace Masters
Otro "American Ace" apareció en 2011. Homosexual, casado, piloto de guerra llamado Ace Masters. Apareció por vez primera en el número #4 de la maxi-serie All Winners Squad: Band of Brothers.